# بوما ۹۷۰۶
سیارک ۹۷۰۶ (به انگلیسی: 9706 Bouma، نامگذاری:3176T-3) نه هزار و هفتصد و ششمین سیارک کشف شده‌است که در ۱۶ اکتبر ۱۹۷۷ کشف شد.
قدر مطلق سیارک برابر ۱۳٫۵۰ است.